# Tábor
Die Stadt Tábor (deutsch Tabor, älter auch Taber) liegt in der Südböhmischen Region in Tschechien und hat rund 35.000 Einwohner.

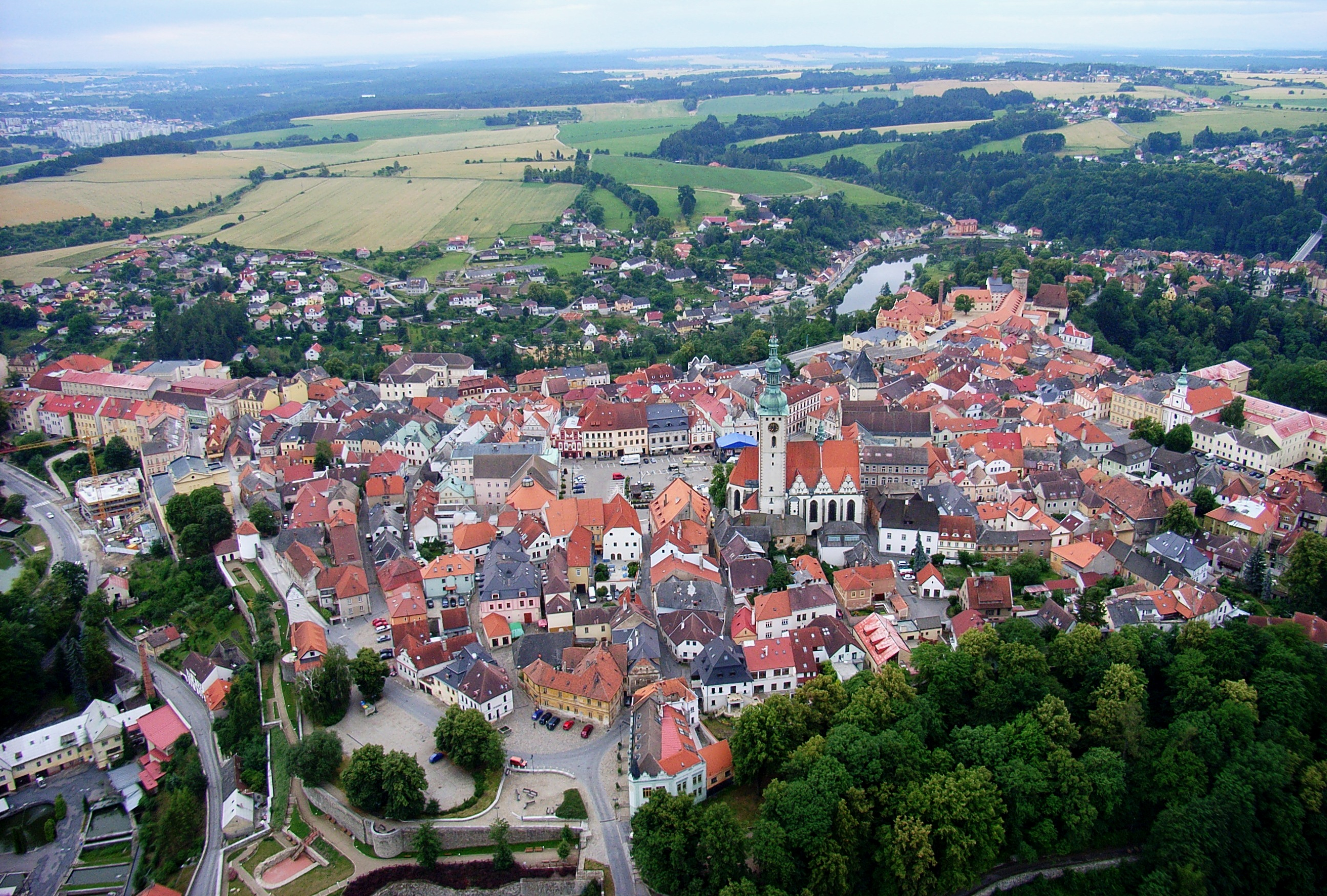
Altstadt, Blick von Norden

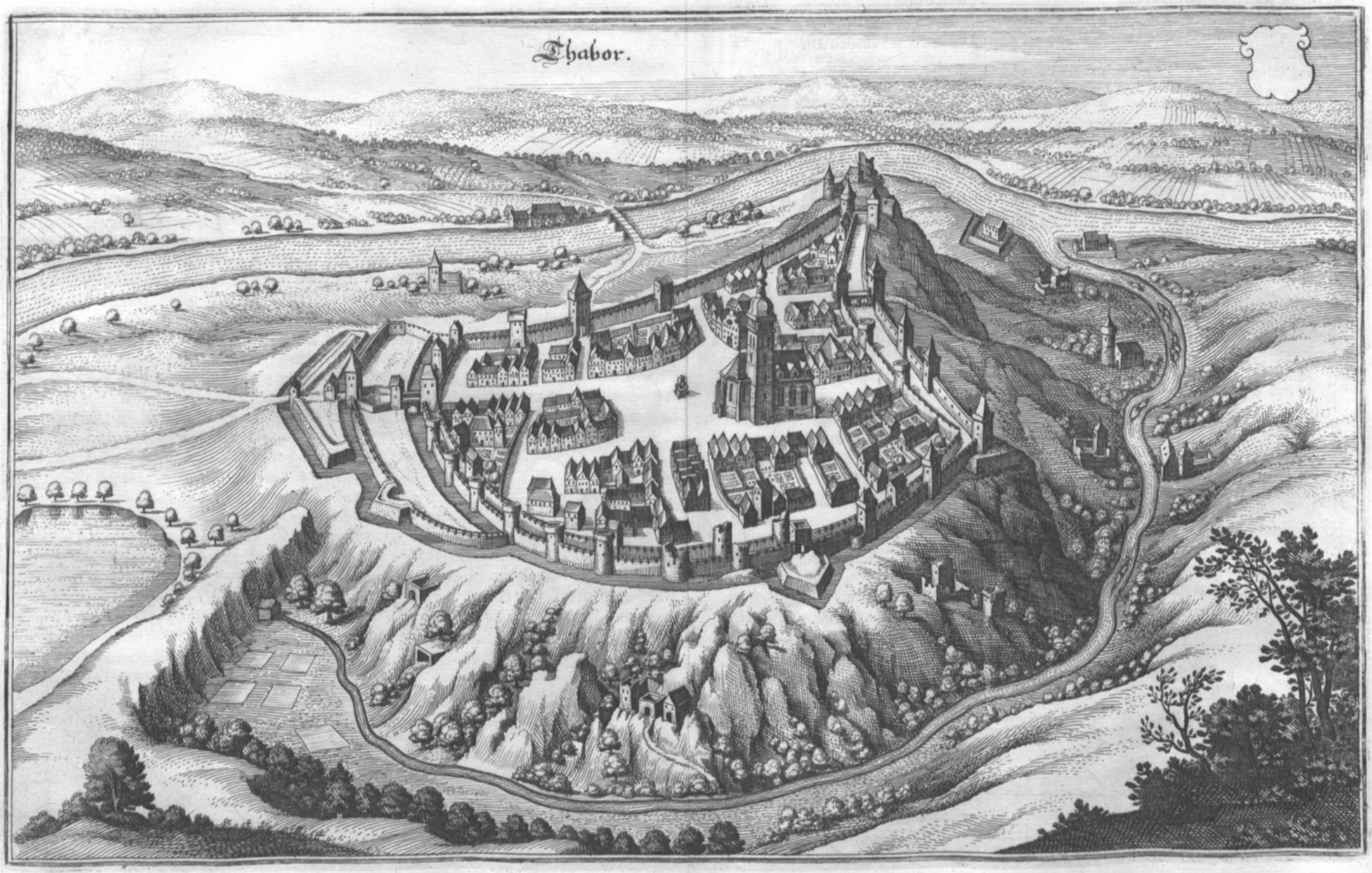
Stadtansicht bei Matthäus Merian d. Ä., Martin Zeiller: Topographia Germaniae, Bd. 11: Topographia Bohemiae, Moraviae Et Silesiae. Ulm 1650/60.

## Geschichte
Tábor wurde als eine Hochburg der nach dem tschechischen Reformator Jan Hus benannten hussitischen Bewegung bekannt. Jan Hus predigte in tschechischer Volkssprache gegen die Privilegien, welche der Klerus (Geistliche bzw. Kirche) gegenüber dem gemeinen Volk besaß. Er wurde am 6. Juli 1415 in Konstanz am Scheiterhaufen hingerichtet. Im Frühjahr 1420 zog der radikale bzw. chiliastische Teil der Bewegung aus der Stadt Sezimovo Ústí auf einen nahegelegenen Berg mit der Burg Kotnov. Sie benannten diesen Ansiedlungsort nach dem biblischen Berg Tabor in Galiläa und errichteten eine Gemeinde nach urchristlichem Vorbild (Gütergemeinschaft bzw. Kommunalismus). Entgegen der mittelalterlichen Ständeordnung bestand der Anspruch der Gleichberechtigung. Im Jahr 1421 kam es innerhalb des taboritischen Teils der Bewegung zur „politischen Säuberung“. Der kompromissloseste von Martin Húska vertretene Teil wurde aus der Stadt ausgeschlossen und später vom taboritischen Heerführer Jan Žižka verfolgt. Der Gewaltakt wurde durch den Vorwurf der adamitischen Ketzerei gerechtfertigt.
Die Stadt Tábor blieb Zentrum des radikalsten hussitischen Städtebundes (Taboriten). Nachdem dieser in der Schlacht von Lipan zusammen mit den Orebiten von den gemäßigten Kalixtinern geschlagen wurde, wurde Sigismund von Luxemburg nach einigen Zugeständnissen an die hussitische Bewegung zum König von Böhmen gewählt. Tabor verlor durch die Erhebung zur freien Königsstadt ohne Erbuntertänigkeit und Frondienste für die Bevölkerung im Jahre 1437 endgültig seinen Charakter als revolutionäre Hochburg und wurde in das bestehende System integriert. Im Jahr 1452, als die Stadt von Georg von Podiebrad in Besitz genommen wurde und ihm gehuldigt wurde, setzten sich in der Verwaltung und religiösen Ausrichtung der Stadt Tabor die gemäßigten Kalixtiner der Glaubensbewegung der Hussiten durch.
Im 16. Jahrhundert entwickelte sich Tábor zu einer wohlhabenden Handels- und Handwerkerstadt auf dem Handels- und Heeresweg von Linz über Budweis nach Prag. Im Dreißigjährigen Krieg, während der Rekatholisierung und Restauration der Habsburger in Böhmen, wurde die Stadt 1621 und 1648 belagert und zum Teil niedergebrannt. In den 1620er Jahren wurden die Bewohner durch Einschüchterung in Massentaufen dem römisch-katholischen Glauben zurückgeführt oder mussten unter Zurücklassung ihres Eigentums die Stadt verlassen. In der Nähe von Tabor entstand in Klokot, heute ein Stadtteil von Tabor, die Wallfahrtskirche Klokot (Monte Klokotino) mit einer Darstellung der Gottesmutter Maria in einem Ährenkleid. Die viertürmige Kirchen- und Klosteranlage über dem Tal der Luschnitz, wo zur Hussitenzeit eine Wagenburg der verächtlich Adamiten genannten Sekte stand, war ehemals im Besitz der Herren von Landstein aus dem Haus der Witigonen.
Seit der Mitte des 19. Jahrhunderts war Tábor ein bedeutsames Zentrum der Nationalen Wiedergeburt der Tschechen. 1862 wurde in Tábor ein tschechischsprachiges Gymnasium gegründet. Üblicherweise wurde der Unterricht an Gymnasien in Böhmen in deutscher Sprache erteilt, außerdem auf Latein, in Vorbereitung auf das Universitätsstudium, das in lateinischer Sprache erfolgte. Vor allem zwischen 1868 und 1871 kamen die Anhänger der tschechischen Nationalbewegung in Tábor zu großen Versammlungen zusammen. Der Komponist Bedřich Smetana widmete Tábor eine sinfonische Dichtung aus dem Zyklus Mein Vaterland.
Nach dem Ersten Weltkrieg 1918 mit dem Ende der Monarchie Österreich-Ungarn gehörte Tábor bis 1939 zu der neu entstandenen Tschechoslowakei und von 1939 bis 1945 zum Protektorat Böhmen und Mähren des damaligen Deutschen Reiches. In dieser Zeit wurden die Mitglieder der jüdischen Gemeinde in Tabor durch die Nationalsozialisten in Vernichtungslager deportiert oder konnten flüchten. Ende des Zweiten Weltkriegs im Mai 1945 wurde Tabor durch sowjetische und tschechoslowakische Truppen befreit. Die in Tábor allerdings nur in sehr geringer Zahl lebenden deutschsprachigen Bewohner der Stadt wurden durch die Beneš-Dekrete enteignet, mit anderen Deutschen aus Südböhmen in Eisenbahnsammeltransporten über Summerau vertrieben und kamen als Heimatvertriebene meist nach Oberösterreich. Während der Zeit der Tschechoslowakischen Sozialistischen Regierung 1948–1989 verarmte die Stadt und die Bausubstanz begann zu verfallen. Nach der Gründung von Tschechien 1993 und der visumfreien Grenzöffnung setzte eine wirtschaftliche Erholung der Stadt Tábor durch Ausbau des Tourismus in einer landschaftlich reizvollen Umgebung ein.

## Bilder

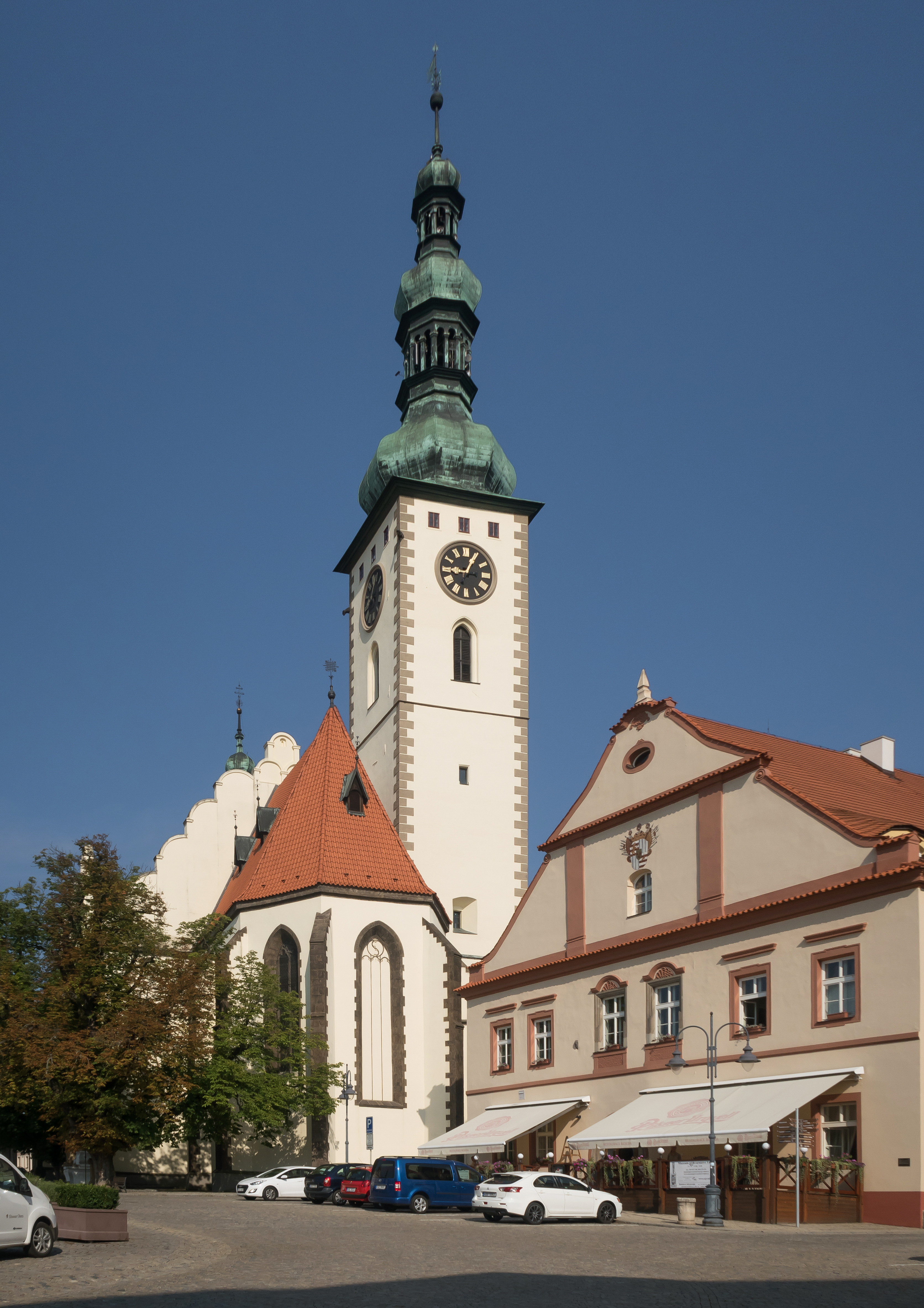
Kirche der Verklärung des Herrn (kostel Proměnění Páně)
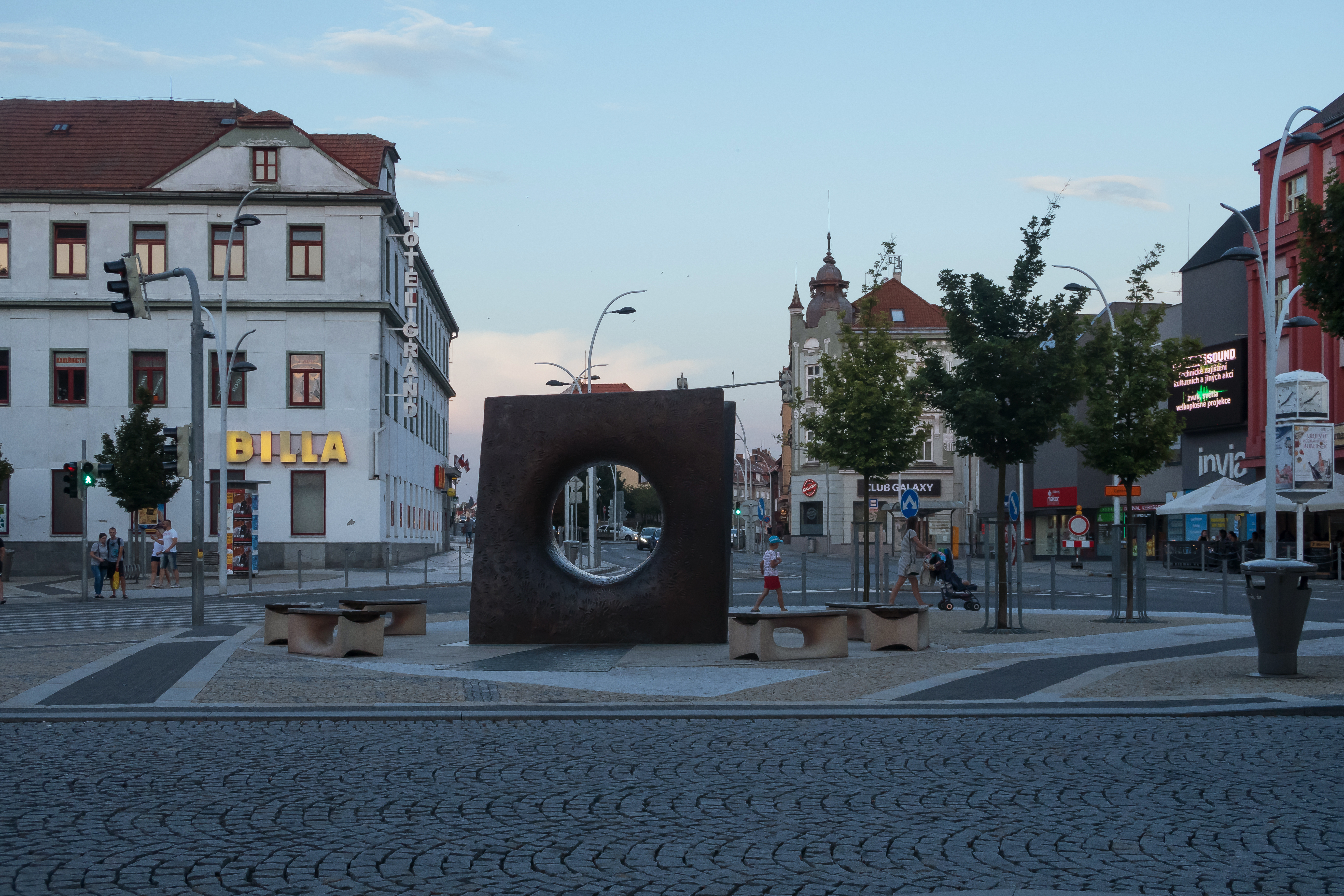
Skulptur gegenüber dem Billa-Supermarkt
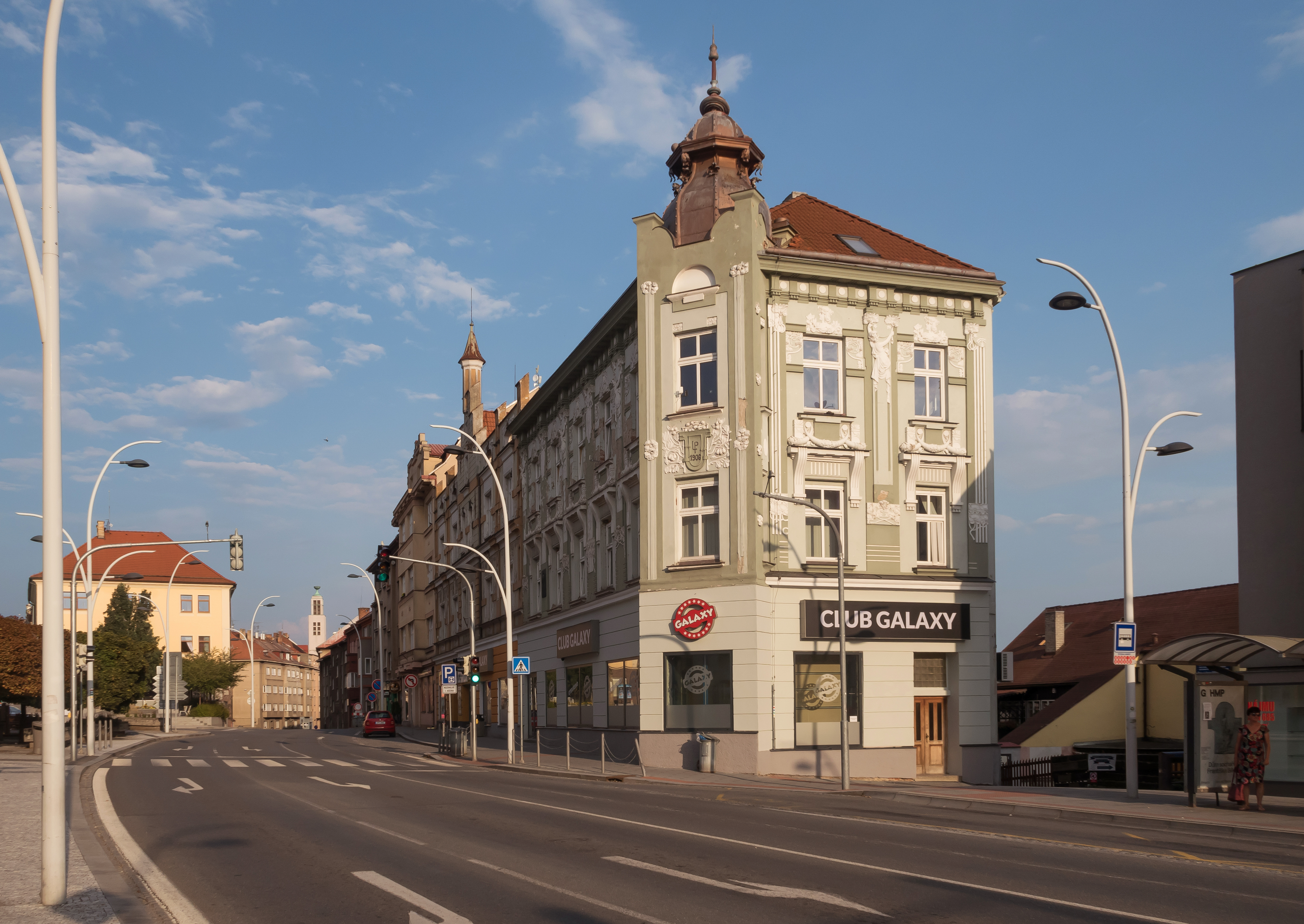
Straßenbild Budějovická (vom Billa-Supermarkt)
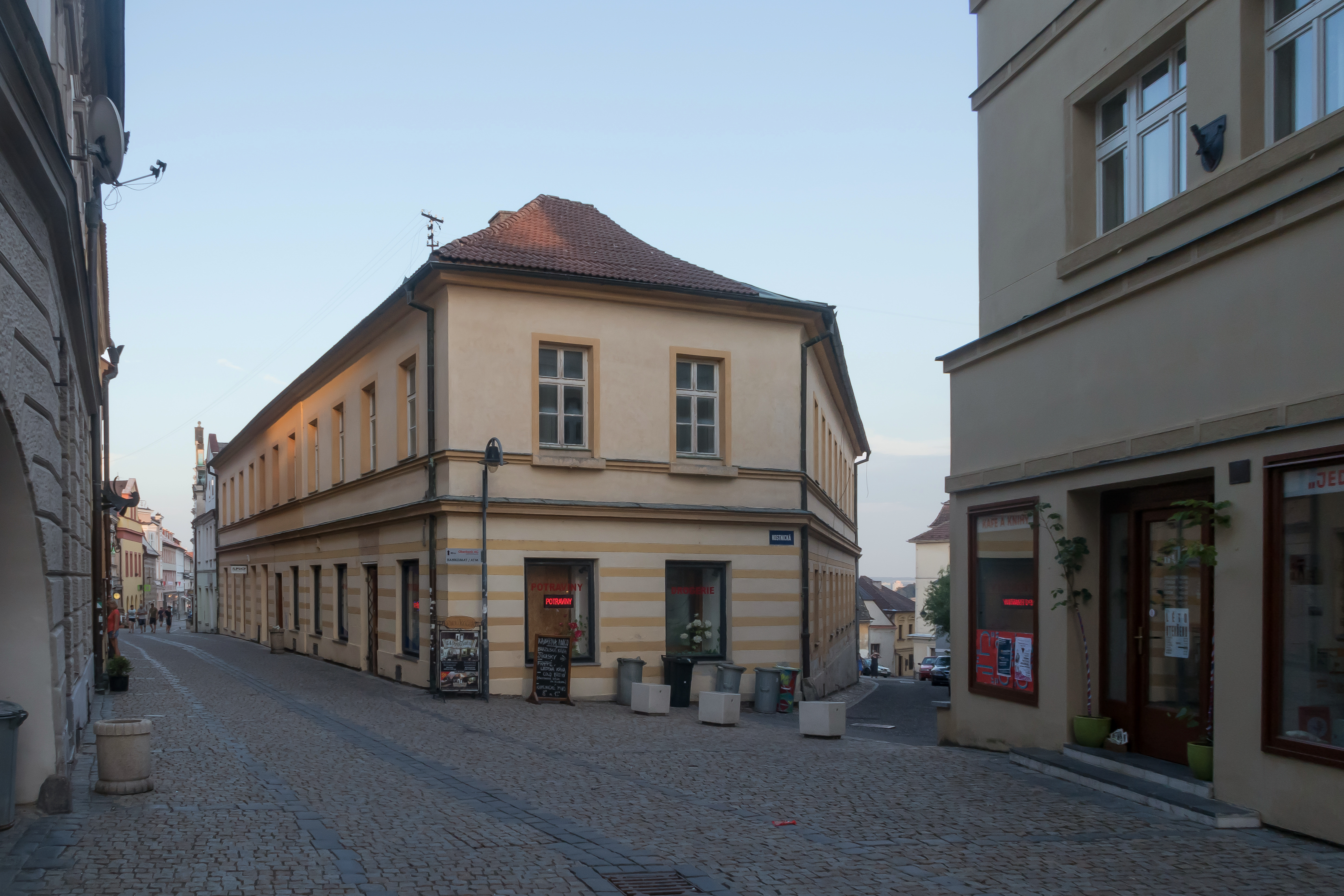
Straßenbild: Palackého-Kostenickà

## Stadtgliederung

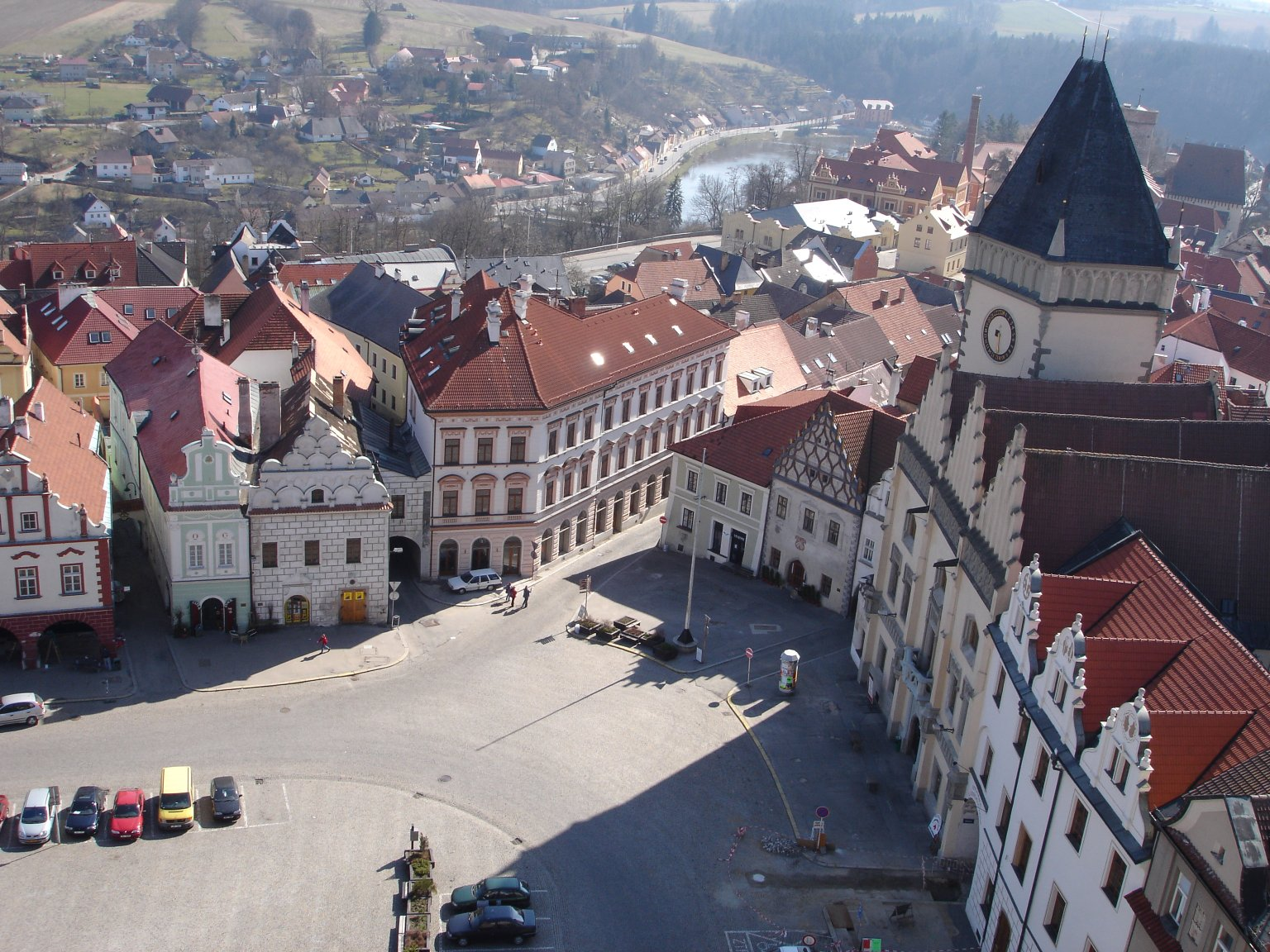
Südwestecke des Marktplatzes vom Kirchturm aus gesehen

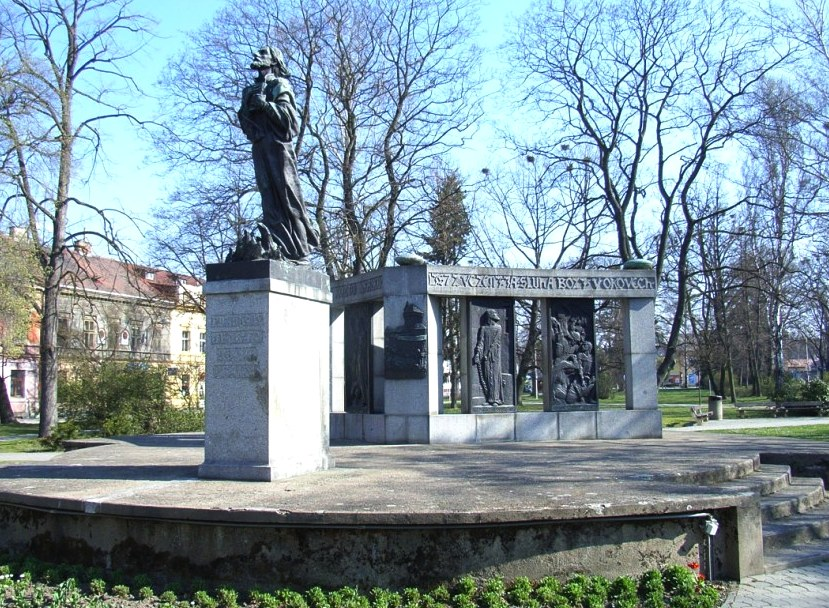
Monument Jan Hus von Bildhauer František Bílek

Die Stadt Tábor besteht aus den Ortsteilen Čekanice (Tschekanitz), Čelkovice (Tschelkowitz), Hlinice (Hlinitz), Horky (Bergstädtel), Klokoty (Klokot), Měšice (Mieschitz), Náchod (Nachod), Smyslov (Smislow), Stoklasná Lhota (Stoklas Lhota), Tábor (Tabor), Větrovy (Wietrow), Všechov (Wschechow), Zahrádka (Sachradka), Záluží (Saluschi) und Zárybničná Lhota (Teich Lhota). Grundsiedlungseinheiten sind Babí hora, Blanické předměstí, Čekanice, Čelkovice, Hlinice, Klokoty, Klokoty-sever, Malý Jordán, Maredův vrch, Měšice, Na Písecké, Náchod, Nemocnice, Nové Horky, Nové město, Podhradí, Pražské a Náchodské sídliště, Pražské předměstí, Průmyslový obvod, Sídliště Nad Lužnicí, Smyslov, Staré Horky, Stoklasná Lhota, Tábor-Staré město, U hřbitova, U Knížecího rybníka, U Lužnice, U Měšic, Ústecké předměstí, V lopatách, Větrovy, Všechov, Za Klokoty, Za Náchodským sídlištěm, Zahrádka, Záluží und Zárybničná Lhota.
Das Stadtgebiet gliedert sich in die Katastralbezirke Čekanice u Tábora, Čelkovice, Hlinice, Horky u Tábora, Klokoty, Měšice u Tábora, Náchod u Tábora, Stoklasná Lhota, Tábor und Zárybničná Lhota.

## Bildung
In Tábor befindet sich eine Zweigstelle des Lehrstuhls für Handel und Tourismus der Fakultät für Wirtschaftswissenschaften der Südböhmischen Universität in Budweis.

## Städtepartnerschaften
- Konstanz, Deutschland, seit 1984
- Dole, Frankreich, seit 1997
- Orinda, Vereinigte Staaten, seit 1999
- Wels, Österreich, seit 2005
- Škofja Loka, Slowenien, seit 2006
- Nové Zámky, Slowakei, seit 2011
- Schmalkalden, Deutschland – (Städtefreundschaft)
- Trenčín, Slowakei – (Kooperation)

Außerdem ist Tábor Gründungsmitglied der Vereinigung der Städte mit hussitischer Geschichte und Tradition.

## Sehenswürdigkeiten
Das historische Stadtzentrum wurde 1961 zum städtischen Denkmalreservat erklärt.
- Barockschloss Měšice
- Hussitenmuseum
- Unterirdische Gänge
- Burg Kotnov und Bechyner Tor – der ältesten Taborer Befestigungen
- Oskar Nedbal Theater
- Klosterkirche zu Mariä Himmelfahrt in Klokoty
- Friedhofskapelle des hl. Philipp und hl. Jakob
- Spitalkapelle des Heiligen Kreuzes
- Museum der Fotografie Šechtl & Voseček
- Jan Žižka von Trocnov Denkmal
- Alter und Neuer jüdischer Friedhof
- Geologische Exposition Pod Klokoty

## Regelmäßige Veranstaltungen
Ende Juli findet jedes Jahr am Flughafen an drei aufeinanderfolgenden Nächten das Mighty Sounds-Musikfestival (Punk, Punk-Rock, Rock & Roll, Ska, Reggae, Rockabilly, Hardcore) statt.
Am südlichen Stadtrand wird jedes Jahr der Cyklokros Tábor ausgetragen, der zum Weltcup im Cyclocross gehört. Die Strecke ist zugleich mehrfacher Austragungsort von Weltmeisterschaften (2001, 2010, 2015, 2024) und Europameisterschaften (2003, 2017) dieser Sportart.

## Persönlichkeiten

### Söhne und Töchter der Stadt
- Jan Táborský z Klokotské Hory (1500–1572), Schreiber, Komponist, Astronom und Mechanikus
- Wenzel Trnka von Krzowitz (1739–1791), Arzt, Professor und Laienkomponist
- Joseph Gelinek  (1758–1825), katholischer Theologe, Musiker, Komponist
- Karl Mecséry de Tsoór (1804–1885), österreichischer Politiker und Beamter
- Karel Leopold Klaudy (1822–1894), böhmischer Rechtsanwalt und Politiker
- Josef Freiherr von Bezecny (1829–1904), Pianist, Intendant des Wiener Hoftheaters, Mitglied der österreichischen Herrenhauses
- Robert Töply Ritter von Hohenvest (1856–1947), österreichischer Militärarzt, Medizinhistoriker
- Hippolyte Havel (1871–1950), Anarchist und Autor
- Oskar Nedbal (1874–1930), Komponist und Dirigent
- Arthur Stern (1874–1942), österreichischer Filmfirmenmanager und -verleiher
- Georges Straka (Jiři Straka) (1910–1993), Romanist
- Jiří Traxler (1912–2011), tschechisch-kanadischer Jazzpianist, Arrangeur und Komponist
- Miloš Volf (1924–2012), tschechischer Freiheitskämpfer und Überlebender des KZ Flossenbürg
- Jan Koblasa (1932–2017), tschechischer Bildhauer, Maler und Graphiker
- Jiří Hrzán (1939–1980), Schauspieler
- Karl Strambach (1939–2016), deutscher Mathematiker, Professor an mehreren Universitäten
- Jiří Datel Novotný (1944–2017), Schauspieler und Dokumentarfilmer
- Jana Siegelová (* 1944), Archäologin und Hethitologin
- Jiří Balík (* 1953), Agraringenieur und Rektor der Agraruniversität Prag
- Václav Snášel (* 1957), Mathematiker und Informatiker sowie Informationswissenschaftler, Rektor der Technischen Universität Ostrava (VŠB-TUO)
- Helena Fuchsová (1965–2021), Leichtathletin
- Naděžda Koštovalová (* 1971), Sprinterin
- Andrea Němcová (* 1976), Journalistin, Moderatorin und Schauspielerin
- Jaroslav Svejkovský (* 1976), Eishockeyspieler und -trainer
- Radek Dvořák (* 1977), Eishockeyspieler
- Jan Šimák (* 1978), Fußballspieler
- Markéta Bělonohá (* 1982), Fotomodell
- Jakub Navrátil (* 1984), Fußballspieler
- Michael Boroš (* 1992), Radrennfahrer
- Jana Sedláčková (* 1993), Fußballspielerin

### In der Stadt lebten und wirkten
- Jan Žižka von Trocnov (um 1360–1424), Heerführer der Hussiten.
- Andreas Prokop (um 1380–1434), Heerführer der Taboriten.
- Edvard Beneš (1884–1948), Mitbegründer, Außenminister und Präsident der Tschechoslowakei, an welchen eine Gedenkstätte erinnert.

### Ehrenbürger
- 1992: Horst Eickmeyer, Alt-Oberbürgermeister der Partnerstadt Konstanz[11]